# Anua wahlbergi
Anua wahlbergi là một loài bướm đêm trong họ Erebidae.